# アルトマンの聖母
『アルトマンの聖母』(アルトマンのせいぼ、伊: Madonna Altman、英: Altman Madonna）、または『マグダラのマリアのいる聖家族』（マグダラのマリアのいるせいかぞく、伊: Sacra Famiglia con Maria Maddalena、英: Holy Family with St Mary Magdalene）は、57.2 x 45.7 cm の大きさの、カンヴァスにテンペラと金で描かれた絵画である。1495-1505年に、アンドレア・マンテーニャが描いたこの作品は、現在ニューヨークのメトロポリタン美術館に所蔵されている。
カンヴァスの使用と、『トリヴルツィオの聖母』などの作品との様式的類似性により、マンテーニャの後期の作品と考えられる。背景の果物の生け垣は、『トリヴルツィオの聖母』と『勝利の聖母』を想起させる。本作は、マルコ・ボスキーニがヴェネツィアのオスペダーレ・デッリ・インクラービリ （末期患者病院）で見て、『女性の聖人のいる聖家族』（カステルヴェッキオ美術館、ヴェローナ）に似ていると描写した作品であった可能性がある。
1902年に、作品はナポリの伯爵、アゴスト・ダイウーティによって、ロンドンのイギリス人古美術愛好家に売却された。さまざまな所有者の手を経た後、1912年にアメリカのコレクターであるベンジャミン・アルトマンに購入され、1913年にメトロポリタン美術館に遺贈された。